# Governo Mišustin II
Il Governo Mišustin II (in russo Правительство Мишустина II?, Pravitel'stvo Mišustina II) è il 57º ed attuale Governo della Federazione Russa, in carica dall'11 maggio 2024 e guidato dal Primo ministro Michail Mišustin.
Esso è il primo governo dal 2004 a vedere la partecipazione in coalizione del Partito Liberal-Democratico di Russia (LDPR), nonché il primo governo formalmente insediatosi dopo l’inizio dell’invasione dell’Ucraina.

## Storia

### Formazione
L’esecutivo è nato da una decisione del Presidente Vladimir Putin che, in data 7 maggio, ha ufficialmente annunciato di voler attuare un rimpasto all’interno del governo federale, poi attuato ufficialmente in data 13 maggio.

## Compagine di governo

### Appartenenza politica
L'appartenenza politica dei membri del Governo è la seguente:
| Partito | Partito                                      | Presidente | Ministri | Totale |
| ------- | -------------------------------------------- | ---------- | -------- | ------ |
|         | Indipendenti (IND)                           | 1          | 15       | 16     |
|         | Russia Unita (ER)                            | —          | 15       | 15     |
|         | Partito Liberal-Democratico di Russia (LDPR) | —          | 1        | 1      |
| Totale  | Totale                                       | 1          | 31       | 32     |

### Situazione parlamentare
| Camera        | Collocazione     | Partiti                           | Seggi     |
| ------------- | ---------------- | --------------------------------- | --------- |
| Duma di Stato | Maggioranza      | ER (324), LDPR (22)               | 346 / 447 |
| Duma di Stato | Appoggio esterno | SZRP (27), NL (15), R (1), GP (1) | 44 / 447  |
| Duma di Stato | Opposizione      | KPRF (57)                         | 57 / 447  |

## Composizione
Indipendenti
     Russia Unita (ER)
     Partito Liberal-Democratico di Russia (LDPR)
| Ufficio del Primo ministro                                                                                               | Ufficio del Primo ministro | Ufficio del Primo ministro | Ufficio del Primo ministro                   | Ufficio del Primo ministro |
| Carica | Titolare                   | Titolare                   | Titolare                                     | Partito                    |
| --- | -------------------------- | -------------------------- | -------------------------------------------- | -------------------------- |
| Primo ministro |                            |                            | Michail Mišustin                             | Indipendente               |
| Vice Primo ministro (per lo sviluppo digitale e l'industria)                                                             |                            |                            | Denis Manturov                               | ER                         |
| Vice Primo ministro Capo dello Staff del Gabinetto                                                                       |                            |                            | Dmitrij Grigorenko                           | Indipendente               |
| Vice Primo ministro Inviato presidenziale nel Circondario federale dell'Estremo Oriente                                  |                            |                            | Jurij Trutnev                                | ER                         |
| Vice Primo ministro (per il complesso agro-industriale, le risorse naturali e l'ecologia)                                |                            |                            | Dmitrij Patrušev                             | Indipendente               |
| Vice Primo ministro (per l'edilizia e lo sviluppo regionale)                                                             |                            |                            | Marat Chusnullin                             | Indipendente               |
| Vice Primo ministro (per l'integrazione eurasiatica, la cooperazione con CSI, BRICS e G20 per gli eventi internazionali) |                            |                            | Aleksej Overčuk                              | Indipendente               |
| Vice Primo ministro (per il complesso combustibile-energetico)                                                           |                            |                            | Aleksandr Novak                              | Indipendente               |
| Vice Primo ministro (per le politiche sociali)                                                                           |                            |                            | Tat'jana Golikova                            | ER                         |
| Vice Primo ministro (per i trasporti)                                                                                    |                            |                            | Vitalij Savel'ev                             | ER                         |
| Vice Primo ministro (per la scienza, le politiche giovanili, il turismo, lo sport e le comunicazioni)                    |                            |                            | Dmitrij Černyšenko                           | Indipendente               |
| Ministeri |                            |                            |                                              |                            |
| Ministri | Ministri                   | Ministri                   | Ministri                                     | Partito                    |
| Agricoltura |                            |                            | Oksana Lut                                   | Indipendente               |
| Edilizia abitativa |                            |                            | Irek Faizullin                               | Indipendente               |
| Cultura |                            |                            | Olga Lyubimova                               | ER                         |
| Difesa |                            |                            | Andrej Belousov                              | Indipendente               |
| Sviluppo dell'Estremo Oriente russo e dell'Artico                                                                        |                            |                            | Aleksej Čekunkov                             | Indipendente               |
| Sviluppo digitale, Comunicazioni e Mass media                                                                            |                            |                            | Maksut Šadaev                                | Indipendente               |
| Sviluppo economico |                            |                            | Maksim Rešetnikov                            | ER                         |
| Istruzione |                            |                            | Sergej Kravtsov                              | Indipendente               |
| Situazioni di emergenza                                                                                                  |                            |                            | Aleksandr Kurenkov                           | Indipendente               |
| Energia |                            |                            | Sergej Civilëv                               | ER                         |
| Finanze |                            |                            | Anton Siluanov                               | ER                         |
| Affari esteri |                            |                            | Sergej Lavrov                                | ER                         |
| Salute |                            |                            | Michail Muraško                              | Indipendente               |
| Industria e Commercio |                            |                            | Anton Alichanov                              | ER                         |
| Affari interni |                            |                            | Vladimir Kolokol'cev                         | Indipendente               |
| Giustizia |                            |                            | Konstantin Čujčenko                          | ER                         |
| Lavoro e Protezione sociale                                                                                              |                            |                            | Anton Kotyakov                               | Indipendente               |
| Risorse naturali ed Ecologia                                                                                             |                            |                            | Aleksandr Kozlov                             | ER                         |
| Scienza ed Istruzione superiore                                                                                          |                            |                            | Valeri Falkov                                | ER                         |
| Sport |                            |                            | Michail Degtjarëv                            | LDPR                       |
| Trasporti |                            |                            | Roman Starovojt (Fino al 07/07/2025)         | ER                         |
| Trasporti |                            |                            | Andrej Nikitin (ad interim) (Dal 07/07/2025) | ER                         |

### Esplicative
1. 1 2  Cinque dei quali sono anche Vice Primi ministri.
2. ↑  Viene riportata la situazione parlamentare solo di questa camera (e non anche del Consiglio Federale) poiché solo quest'ultima ha il potere di controllare il rapporto di fiducia con l'esecutivo.
3. 1 2 3  Tecnicamente 450, poiché tre seggi erano vacanti, il numero assembleare si è ridotto.
4. ↑  Tecnicamente astenutosi durante il voto di fiducia, il partito politico si è dichiarato all’ “opposizione”, pur con le limitazioni derivanti dall’assetto istituzionale del paese.

### Bibliografiche
1. ↑   Putin avvia il rimpasto di governo che parla di una guerra lunga: perchè silura Shoigu, Rai News, 13 maggio 2025.